# Peter Ibbetson
Peter Ibbetson (titulada en España Sueño de amor eterno) es una película de la Paramount Pictures del año 1935. Es una nueva versión de Forever (1931), de George Fitzmaurice, ambas adaptaciones de la obra de teatro de John Nathaniel Raphael, que a su vez están basadas en la novela de 1891 Peter Ibbetson, de George du Maurier. La versión cinematográfica de 1935 fue dirigida por Henry Hathaway.

## Sinopsis
En la Francia del siglo XIX, un niño y una niña ingleses son vecinos de lujosas mansiones parisinas; entre ellos hay una amistad que llega al nivel de amor. A la muerte de la madre del muchacho, éste es trasladado a Inglaterra, donde con el paso del tiempo, se convertirá en un prestigioso arquitecto. Llamado por una duquesa para un trabajo en sus tierras, ambos sentirán una cierta atracción recíproca, y al poco comprobarán que incluso comparten sueños. Pronto, ambos reconocen en el otro a su amor de infancia. En un enfrentamiento, Peter Ibbetson mata al marido de su amada accidentalmente. Condenado a cadena perpetua, los amantes seguirán unidos en sueños…

## Reparto
Gary Cooper	... 	Peter Ibbetson
Ann Harding	... 	Mary, Duquesa de Towers
John Halliday	... 	El Duque de Towers
Ida Lupino	... 	Agnes
Douglass Dumbrille	... 	Col. Forsythe
Virginia Weidler	... 	Mimsey (Mary de niña)
Dickie Moore	... 	Gogo (Peter Ibbetson de niño)
Doris Lloyd	... 	Mrs. Dorian
Gilbert Emery	... 	Wilkins
Donald Meek	... 	Mr. Slade
Christian Rub	... 	Mayor Duquesnois
Elsa Buchanan	... 	Madame Pasquier

## Oscars
| Año  | Categoría              | Persona                                                  | Resultado |
| ---- | ---------------------- | -------------------------------------------------------- | --------- |
| 1935 | MEJOR MÚSICA (Scoring) | Paramount Studio Music Department (Música de Ernst Toch) | Candidato |

## Acerca de la película
Por su atmósfera lírica y fantástica, la película fue muy alabada por el movimiento surrealista. En El amor loco (1937), André Breton la describe con estas palabras : 

una película prodigiosa, triunfo del pensamiento surrealista.

- Datos: Q589066
- Multimedia: Peter Ibbetson (film) / Q589066